# Erastria albicatena
Erastria albicatena là một loài bướm đêm trong họ Geometridae.